# تيدي سميث
تيدي سميث (بالإنجليزية: Teddy Smith)‏ هو عازف جاز أمريكي، ولد في 22 يناير 1932 في واشنطن العاصمة في الولايات المتحدة، وتوفي في 24 أغسطس 1979.

## وصلات خارجية
- تيدي سميث على موقع ميوزك برينز (الإنجليزية)
- تيدي سميث على موقع أول ميوزيك (الإنجليزية)
- تيدي سميث على موقع ديسكوغز (الإنجليزية)